# Milena Jesenská
Milena Jesenská, née le 10 août 1896 à Prague et morte 17 mai 1944 à Ravensbrück en Allemagne, est une journaliste, écrivaine et traductrice tchécoslovaque.

## Biographie
Milena Jesenská est issue d'une famille aristocratique d'origine slovaque, installée en Bohême. Son père, Jan Jesensky, était un chirurgien et professeur à l'Université Charles de Prague, et sa tante, Růžena Jesenská, était une écrivaine. Sa mère mourut quand elle avait treize ans. Le père de Jesenská restait distant avec elle, mais lui donna une liberté absolue, ce qui la mena à ses premières expériences avec la drogue. Elle étudia au lycée de jeunes filles Minerva à Prague, où elle rencontra sa meilleure amie, Staša Jílovská,. Suivant la volonté de son père, elle commença à étudier la médecine, mais abandonna ses études.
Entre 1918 et 1925, elle fut l'épouse de Ernst Polak (de), un traducteur d'origine juive et vécut à Vienne. Le mariage, qui provoqua la rupture avec sa famille, atteignit rapidement un point critique.
Cherchant à se libérer de son époux, Milena Jesenská commença à travailler comme traductrice et à donner des cours de tchèque. L’un de ses étudiants était l'écrivain et essayiste autrichien Hermann Broch. En 1919, elle découvrit par hasard une nouvelle de Franz Kafka et lui écrivit pour lui demander l'autorisation de la traduire. Ce fut le début d'une correspondance passionnée. Jesenská et Kafka ne se rencontrèrent que deux fois : quatre jours à Vienne et un jour à Gmünd. Finalement, en novembre 1920, Kafka mit fin à leur relation parce que Jesenská ne voulait pas se séparer de son mari, ce qui mit fin également à leur correspondance. Tous deux sentaient qu'il n'y avait pas d'avenir pour eux, surtout à cause des angoisses maladives de Kafka. Elle traduisit cependant plusieurs nouvelles de lui.
Elle se lia d'amitié avec les auteurs allemands Max Brod et Franz Werfel. Elle fut aussi une proche de l'auteur tchèque Karel Čapek et de sa femme, l'actrice Olga Scheinpflugová, ainsi que de la styliste et écrivaine Jaroslava Vondráčková. Elle entretint aussi des liens avec la fille de sa meilleure amie, Staša Fleischmann.
Entre 1920 et 1923, Milena Jesenská devint journaliste. À Vienne, elle collabora au journal pragois Tribuna. Entre 1923 et 1926, elle écrivit pour Národní Listy à Prague, puis pour deux magazines : Pestrý týden et Lidové noviny. Entre 1938 et 1939, elle dirigea le magazine politique et culturel Přítomnost, publié par Ferdinand Peroutka.
Jesenská divorça de Pollak et revint à Prague, où elle épousa l'architecte Jaromír Krejcar. Dans les années 1930, elle tomba sous la dépendance de la morphine. Elle s'intéressa aussi au Parti communiste tchécoslovaque (dont elle fut même membre), mais il perdit tout intérêt à ses yeux vers 1936.
Après l'occupation de la Tchécoslovaquie par l'armée nazie, Milena Jesenská entra dans une organisation de résistance militaire secrète. La Gestapo l'arrêta en novembre 1939. L'année suivante, elle fut déportée au camp de concentration de Ravensbrück, où elle travailla comme infirmière et apporta un soutien psychologique et moral aux autres prisonniers. C'est là qu'elle rencontra Margarete Buber-Neumann, avec qui elle se lia d'amitié et qui sera plus tard sa première biographe. Elles se soutinrent mutuellement pendant cet internement. Milena Jesenská mourut dans le camp de Ravensbrück en 1944.
Jana « Honza » Krejcarová, dénommée également Jana Černá, la fille de Jesenská et de Jaromír Krejcar, devint écrivaine pour le périodique underground Půlnoc au début des années 1950. Elle publia notamment un ouvrage sur sa mère : Vie de Milena : de Prague à Vienne.
Un film sur sa vie, réalisé par Véra Belmont, est sorti en 1991, Milena.
En 14 décembre 1994, Yad Vashem reconnaît Milena Jesenká comme une Juste parmi les nations.
Marie-Philippe Joncheray a écrit en 2023 des « Lettres imaginaires à Franz Kafka » sous le titre J'avance dans votre labyrinthe.

## Œuvres
- Cesta k jednoduchosti (titre français : La Route de la simplicité) (1926)
- Člověk dělá šaty (L'homme fait les vêtements) (1927)
- Une sélection d'articles parus dans le magazine Přítomnost (1937-39) est publiée en recueil après la mort de Jesenská.
- Vivre, Lieu commun, 1985, rééd. 10-18, 1996, recueil d'articles parus entre 1919 et 1939.

Milena Jesenská a aussi traduit en tchèque des œuvres de Franz Kafka, Thomas Mann, Franz Werfel, Franz Carl Weiskopf, écrites en allemand.
De la correspondance entre Milena Jesenska et Franz Kafka, seules les lettres de Kafka sont publiées, sous le titre Lettres à Milena (éditions Gallimard, collection L'imaginaire).